# NGC 3655
NGC 3655 ist eine aktive Spiralgalaxie mit ausgedehnten Sternentstehungsgebieten vom Hubble-Typ Sc im Sternbild Löwe an der Ekliptik. Sie ist schätzungsweise 63 Millionen Lichtjahre von der Milchstraße entfernt und hat einen Durchmesser von etwa 30.000 Lichtjahren.

Im selben Himmelsareal befindet sich u. a. die Galaxie NGC 3681.
Die Typ-Ib-Supernova SN 2002ji wurde hier beobachtet.
Das Objekt wurde am 30. Dezember 1783 von Wilhelm Herschel entdeckt.